# 277e division de fusiliers (1re formation)
Pour les articles homonymes, voir 277e division.
La 277e division de fusiliers (russe : 277-я стрелковая дивизия) est une division d'infanterie de l'Armée rouge soviétique pendant la Seconde Guerre mondiale.
Formée à l'été 1941, elle est détruite lors de la bataille de Kiev en septembre de la même année.

## Historique
La 277e division commence à se former le 10 juillet 1941 à Dmitriev, au sein du district militaire d'Orel (en). Son ordre de bataille comprend les 850e, 852e et 854e régiments de fusiliers, ainsi que le 846e régiment d'artillerie. De sa formation à sa dissolution, la division est commandée par le Kombrig (en) Michaïl Romanov.
La division est envoyée au combat en août alors qu'elle est encore incomplète, manquant de la plupart de ses camions et armes lourdes. Elle est rattachée au 67e corps de fusiliers de la 21e armée sur le front de Briansk (renommé plus tard front du Centre ). La 277e division occupe des positions face au flanc sud du Panzergruppe 2. Lorsque le Panzergruppe 2 a attaqué vers le sud et encerclé la majeure partie des fronts du Centre et du Sud-Ouest dans la poche de Kiev, la division fait partie des unités piégées et détruites en septembre. Elle est officiellement dissoute le 1er novembre,.